# Дальний (Гулькевичский район)
Дальний — посёлок в Гулькевичском районе Краснодарского края России. Входит в состав сельского поселения Кубань.

## География

### Улицы
- ул. Братская,
- ул. Ленина,
- ул. Мира,
- ул. Северная[4].

## Население
| 2002 | 2010 |
| ---- | ---- |
| 303  | ↘238 |